# Plötz

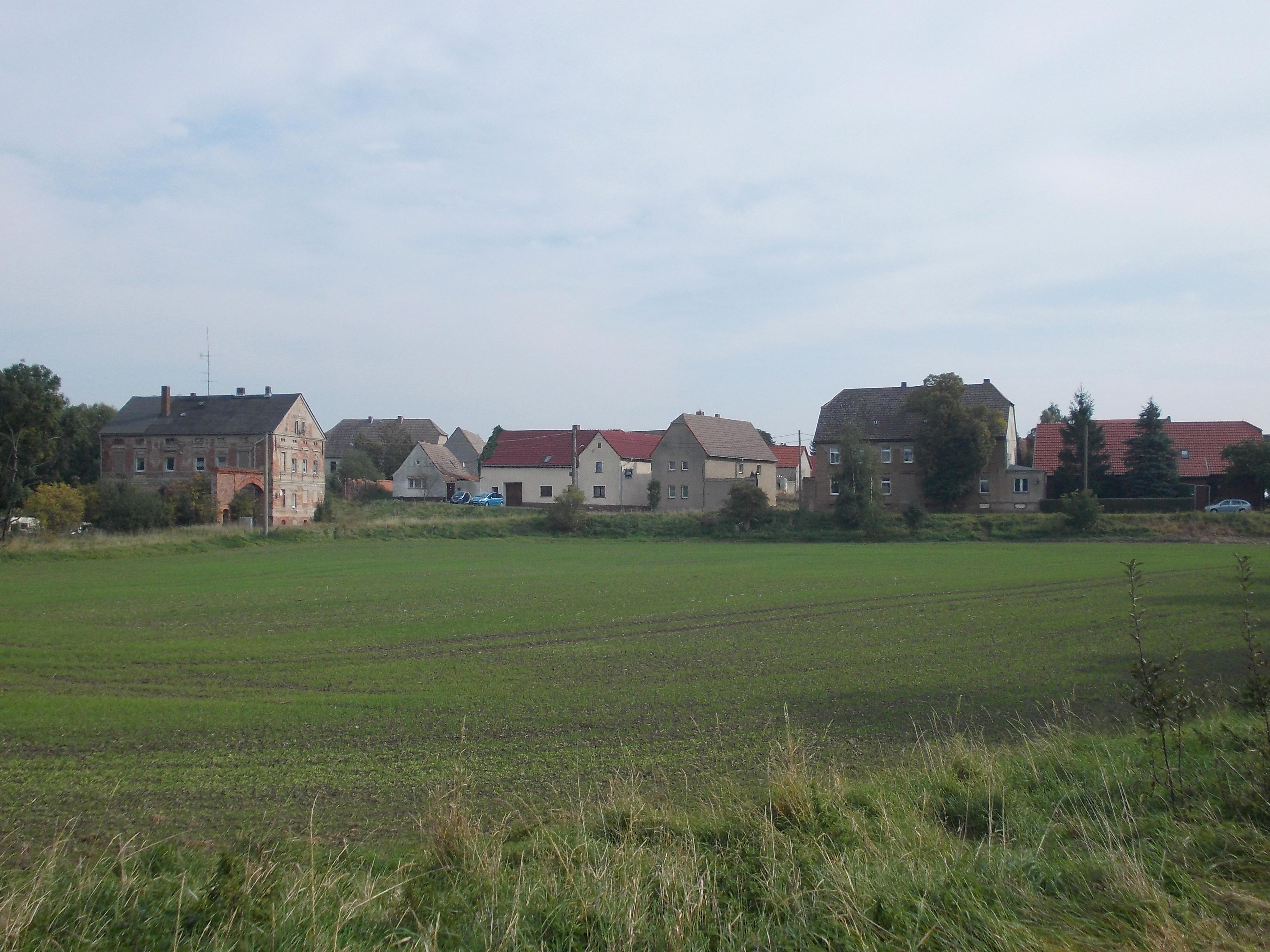
Plötz von Westen (Unterplötz)

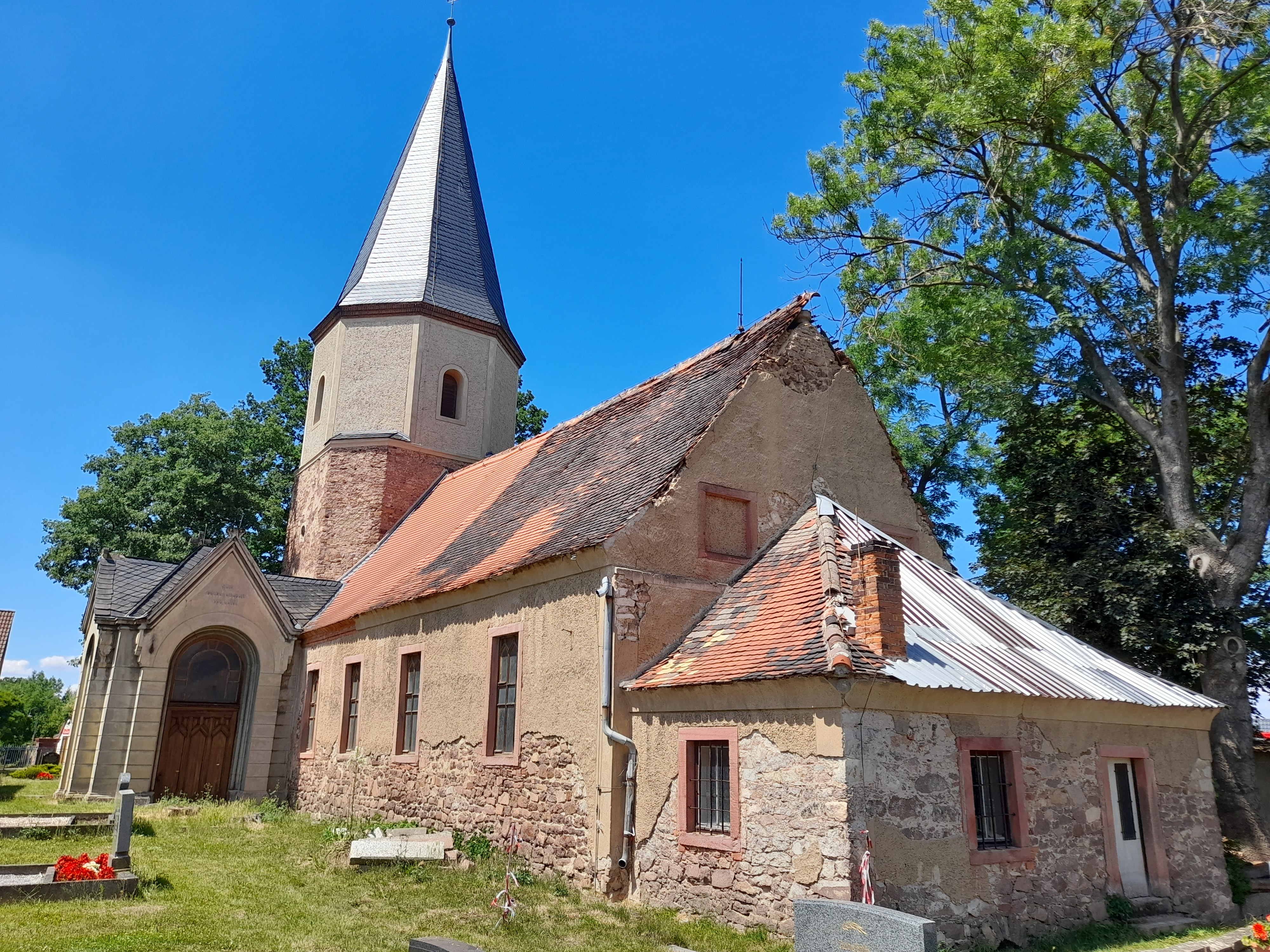
Die Kirche im Ortsteil Kösseln

Plötz ist eine Ortschaft der Stadt Wettin-Löbejün im Saalekreis in Sachsen-Anhalt, Deutschland.

## Geographie
Plötz liegt ca. 15 km nördlich von Halle (Saale) in der Fuhne-Niederung. Die heutige Ortschaft Plötz besteht aus den Orten Plötz und Kösseln.

## Geschichte
Die erste Erwähnung fanden Ober- und Unterplötz in einer Urkunde aus dem Jahre 1255 als Blocze (slawisch für Sumpf). Unterplötz war dabei die ältere slawische und Oberplötz die jüngere deutsche Ansiedlung. Die verstreuten Häuser und Gehöfte wurden erst in der Mitte des 19. Jahrhunderts zu einer einheitlichen Gemeinde vereint. Bis 1950 gehörten Plötz und Kösseln zum damaligen Landkreis Bitterfeld. Unterplötz bildete dabei mit dem alten Eisentrautschen Umspannhof dessen westlichsten Grenzpunkt zum benachbarten, ebenfalls ehemals preußischen Saalkreis sowie zum anhaltinischen Landkreis Köthen. Ober- und Unterplötz waren dem zum kursächsischen Amt Delitzsch gehörigen Rittergut Ostrau schriftsässig und seit der Mitte des 19. Jahrhunderts nach Kösseln gepfarrt. Bis 1843 wurden die Plötzer Einwohner auf dem Ostrauer Friedhof bestattet. Der Transport der Toten führte über den heute nicht mehr erkennbaren Totenweg. Älteren Einwohnern ist dies bis heute noch ein Begriff. 1844 erhielten Ober und Unterplötz, nach der Einpfarrung nach Kösseln, einen eigenen, bis heute noch existierenden Friedhof. Prägend für die beiden Plötze waren bis zur Gründung des Plötzer Steinkohlenwerkes im Jahre 1851 die bis heute teilweise erhaltenen Bauernhöfe der Familien Thieme, Bennemann (später Schnock und Mannsfeld), Eisentraut und Plathe in Unterplötz, sowie Böhme, Günzel, Pitschk und Rohde in Oberplötz. Der ursprüngliche Gasthof war der bereits erwähnte Umspannhof der Familie Eisentraut, welcher später nur noch als Bauerngehöft genutzt wurde. In den 1870er Jahren folgten der „Gasthof zum Kronprinzen“, nach 1918 Gasthof „Glück Auf“ der Familie Karl Neuholz sowie der Gasthof „Zum Stern“ an der Plötzer Chaussee nach Löbejün in Unterplötz. Ein erstes Schulgebäude erhielt Plötz in der heutigen Alten Schulstraße in den 1850er Jahren. Im Jahre 1930 erfolgte der Neubau eines größeren Schulgebäudes an der heutigen Kreisstraße.
Kösseln, bis 1923 Cösseln wurde erstmals 1156 in einer Urkunde des Wettiner Stammvaters Konrad I. als Cozie erwähnt und war damals dem Kloster auf dem Lauterberg, dem heutigen Petersberg zugehörig. Die noch erhaltene Kösselner Kirche fand um 1250 ihre erste Erwähnung. Das Rittergut Cösseln stammte ebenfalls aus dem 13. Jahrhundert und gehörte seit 1613 zum Rittergut der Familie von Veltheim in Ostrau. Diese verkaufte den Besitz 1909 an die seit dem 17. Jahrhundert in Cösseln ansässige Gutsbesitzerfamilie Paschlau, später Lichtenheldt. Das Rittergut hatte neben dem Ort Kösseln auch die Gerichtsbarkeit über Möst (1522) und einem Teil von Werderthau (1613) inne. Obwohl das Rittergut Cösseln bis 1909 zum Besitz des Ritterguts Ostrau gehörte, wurde es als Stiftslehn und Exklave durch das hochstiftlich-merseburgische Amt Lauchstädt unter kursächsischer Oberhoheit verwaltet. Kösseln war 1613 von einer Hexenverfolgung betroffen. Die Hebamme Ortey Koch, 74 Jahre alt, wurde in einem Hexenprozess zum Feuertod verurteilt und starb durch Suizid in der Haft. Kösseln war bis zur staatlich erzwungenen Eingemeindung nach Plötz über Jahrhunderte ein eigenständiges Bauern, Handels- und Handwerkerdorf. Ortsbildprägend waren bis in die 60er Jahre die großflächig nicht mehr erhaltenen Gehöfte und Gebäude der Bauernfamilien Paschlau, Kegel (vormals Heergeselle), Naye (bis 1888 Friedrich Schulze und ab 1930 Franz Bernstein), Riedrich, Beckert, Hufenreuther Becker und Hohmann, die weit bekannten Gasthöfe der Familien Lebe (vormals Günther) und Eckstein sowie die Geschäftsbauten der Familien Huth, Welz, Arendt, Franke, Blum, Meyer oder Dönitz.
Bis 1815 gehörten die Orte Oberplötz, Unterplötz und Cösseln zum Kurfürstentum Sachsen. Infolge des Wiener Kongresses kamen sie 1815 zur preußischen Provinz Sachsen und wurden 1816 dem Landkreis Bitterfeld im Regierungsbezirk Merseburg der Provinz Sachsen zugeteilt. Oberplötz hatte 1818 neun Häuser mit 37 Einwohnern. In Unterplötz standen zur selben Zeit 14 Häuser mit 80 Einwohnern, eine Windmühle und der Gasthof der Familie Eisentraut. Bis zum Bau der neuen Chausseestraße von Halle/Saale über Könnern nach Bernburg in den Jahren 1796–98 führte die Poststraße von Leipzig nach Bernburg durch Unterplötz. Als Rasthof der Reisenden diente der bereits erwähnte und leider bis auf ein Einfahrtsportal nicht mehr erhaltene Eisentrautsche Umspannhof.
Während des Zweiten Weltkrieges mussten zahlreiche sowjetische Kriegsgefangene im Steinkohlenwerk Carl Moritz Zwangsarbeit verrichten, wobei viele starben. Die Geschichte der Gemeinde war seit Jahrhunderten mit dem Steinkohlenbergbau verbunden. Der VEB Steinkohlenwerk Plötz wurde 1967 stillgelegt. Damit endete die 585-jährige Bergbautradition des kleinen Reviers Plötz-Wettin-Löbejün, an die noch immer die markante Steinkohlenhalde in Plötz erinnert. Ab Ende der 50er Jahre erfolgte aufgrund der in Plötz vorhandenen Kiesvorkommen der Aufbau eines Betonwerkes, in welches nach Beendigung des Kohleabbaus die Gebäude des Steinkohlenwerkes übergingen und so weiter genutzt wurden. Das Betonwerk existierte bis zu seiner Schließung im Jahr 2008. Weiterhin wurden im Betriebsteil der in Löbejün ansässigen PGH Thilo Rode bis 1990 Hohlblocksteine und Schornsteinfertigteile gefertigt.
Mit der ersten Kreisreform in der DDR wurde am 20. Juli 1950 die bis dahin eigenständige Gemeinde Kösseln nach Plötz eingemeindet. Davor wechselten beide Orte am 15. Juni 1950 in den Saalkreis. Bei der zweiten Kreisreform in der DDR kam die Gemeinde Plötz am 25. Juli 1952 zum verkleinerten Saalkreis im Bezirk Halle, welcher am 1. Juli 2007 im Saalekreis aufging.
Am 1. Januar 2011 wurden die Städte Löbejün und Wettin sowie die Gemeinden Brachwitz, Döblitz, Domnitz, Gimritz, Nauendorf, Neutz-Lettewitz, Plötz und Rothenburg, die zuvor bereits in der Verwaltungsgemeinschaft Saalkreis Nord zusammengeschlossen waren, zur neuen Stadt Löbejün-Wettin, die bereits am 7. April 2011 ihren jetzigen Namen Wettin-Löbejün erhielt, zusammengefasst.

## Gedenkstätten
- Denkmal für die Gefallenen des 1. Weltkrieges am Kirchturm in Kösseln
- Denkmal für die Gefallenen des 1. Weltkrieges auf dem Plötzer Friedhof
- Denkmal zur Erinnerung an das Steinkohlenwerk Plötz 1851 bis 1967
- Sowjetisches Ehrenmal aus dem Jahr 1975 an der Kreisstraße bei den Gräbern von Zwangsarbeitern, die im Bergbau ihr Leben verloren

### Bürgermeister
Die letzte ehrenamtliche Bürgermeisterin der Gemeinde Plötz bis 2010 und Ortsbürgermeisterin der neuen Ortschaft Plötz in der Stadt Wettin-Löbejün bis 2016 war Ingelore Zimmer (parteilos). Diese wurde am 22. September 2002 gewählt. Sonstige Bürgermeister der Gemeinde waren und sind:
- 1950 bis 1953 Franz Richter, Bauer aus Kösseln, nachfolgend Bürgermeister in Löbejün (SED)
- 1953 bis 1987 Paul Naumann, Bergmann aus Kösseln, langjährigster Bürgermeister im Bezirk Halle/Saale (SED)
- 1987 bis 1990 Sabine Bösenberg aus Löbejün (SED)
- 1990 bis 1996 Georg Küster aus Kösseln, im Amt verstorben (CDU)
- 1996 bis 2002 Sabine Bösenberg (parteilos)
- 2002 bis 2016 Ingelore Zimmer (parteilos)
- seit 2016: Christian Richtscheid (parteilos) – Ortsbürgermeister

## Wirtschaft und Infrastruktur

### Verkehr
Der Ortsteil Plötz liegt an der Verbindungsstraßen von Halle (Saale) nach Köthen (L145) und von Zörbig nach Könnern (L 144).

## Persönlichkeiten
- Otto Nathanael Nicolai aus Kösseln (1710–1788), deutscher evangelischer Theologe
- Friedrich Schulte-Mäter (1858–1930), Bergwerksdirektor
- Woldemar Horn aus Plötz (1864–1945), Gouverneur des deutschen Schutzgebiets Togo
- Wilhelm Nagel aus Kösseln (1815–1888), Maurermeister und Fabrikenbesitzer in Halle/Trotha
- Reinhold Schmidt aus Kösseln (1847–1906), Wissenschaftler, Journalist, Autor